# Arandas
Pour les articles homonymes, voir Arandas (homonymie).
Arandas est une commune française située dans le département de l'Ain, en région Auvergne-Rhône-Alpes.

## Géographie
La commune est située dans la région historique et naturelle du Bugey. L'altitude au chef-lieu est de 650 mètres. Plusieurs hameaux la composent : Ville d'en-haut (chef-lieu), Ville d'en-bas, le Pontet, Indrieux, Chantigneux...,[pas clair] tous situés sur la montagne d'Arandas.

### Climat
Pour des articles plus généraux, voir Climat d'Auvergne-Rhône-Alpes et Climat de l'Ain.
En 2010, le climat de la commune est de type climat de montagne, selon une étude du CNRS s'appuyant sur une série de données couvrant la période 1971-2000. En 2020, Météo-France publie une typologie des climats de la France métropolitaine dans laquelle la commune est exposée à un climat de montagne ou de marges de montagne et est dans une zone de transition entre les régions climatiques « Jura » et « Alpes du nord ».
Pour la période 1971-2000, la température annuelle moyenne est de 8,4 °C, avec une amplitude thermique annuelle de 16,6 °C. Le cumul annuel moyen de précipitations est de 1 685 mm, avec 11 jours de précipitations en janvier et 9 jours en juillet. Pour la période 1991-2020, la température moyenne annuelle observée sur la station météorologique de Météo-France la plus proche, sur la commune de Bénonces à 7 km à vol d'oiseau, est de 8,2 °C et le cumul annuel moyen de précipitations est de 1 723,5 mm,. Pour l'avenir, les paramètres climatiques de la commune estimés pour 2050 selon différents scénarios d'émission de gaz à effet de serre sont consultables sur un site dédié publié par Météo-France en novembre 2022.

## Urbanisme

### Typologie
Au 1er janvier 2024, Arandas est catégorisée commune rurale à habitat très dispersé, selon la nouvelle grille communale de densité à 7 niveaux définie par l'Insee en 2022.
Elle est située hors unité urbaine. Par ailleurs la commune fait partie de l'aire d'attraction d'Ambérieu-en-Bugey, dont elle est une commune de la couronne,. Cette aire, qui regroupe 15 communes, est catégorisée dans les aires de moins de 50 000 habitants,.

### Occupation des sols
L'occupation des sols de la commune, telle qu'elle ressort de la base de données européenne d’occupation biophysique des sols Corine Land Cover (CLC), est marquée par l'importance des forêts et milieux semi-naturels (71,4 % en 2018), une proportion sensiblement équivalente à celle de 1990 (71,6 %). La répartition détaillée en 2018 est la suivante : forêts (60,2 %), zones agricoles hétérogènes (23,5 %), milieux à végétation arbustive et/ou herbacée (11,1 %), terres arables (4,7 %), prairies (0,5 %).
L'évolution de l’occupation des sols de la commune et de ses infrastructures peut être observée sur les différentes représentations cartographiques du territoire : la carte de Cassini (XVIIIe siècle), la carte d'état-major (1820-1866) et les cartes ou photos aériennes de l'IGN pour la période actuelle (1950 à aujourd'hui).

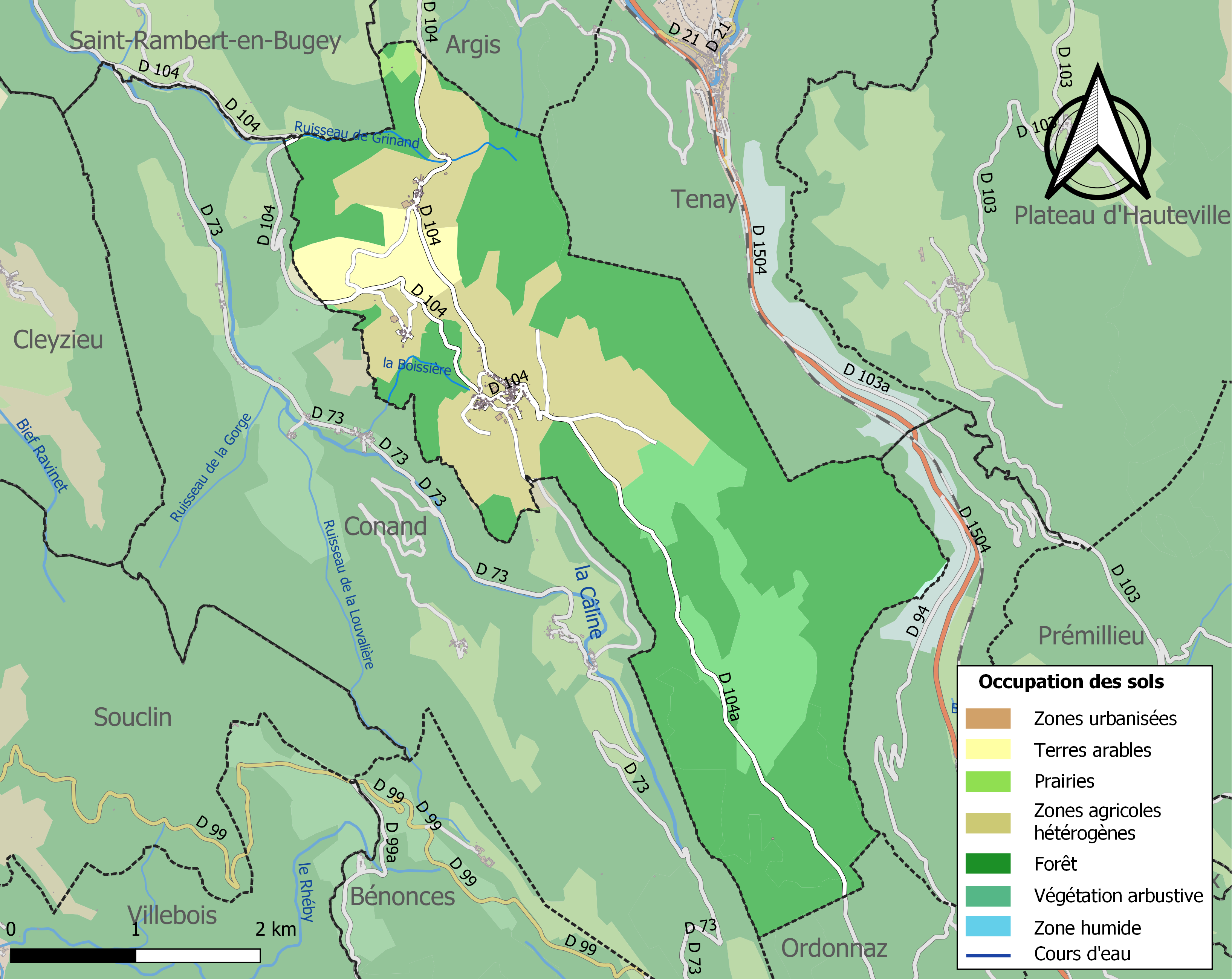
Carte des infrastructures et de l'occupation des sols de la commune en 2018 (CLC).

## Toponymie
Le nom de la localité est attesté sous les formes Arandatis au VIIe siècle, Villa de Arantdato en 1141, Arandas en 1245, in Arandato au VIIe siècle, Arandaz durant l'Ancien régime et en 1848.
Avec le préfixe gaulois are- (« sur, devant ») et randa (« limite (frontière) ») . Ernest Nègre pense que ce toponyme signifie « devant la limite », provenant du gaulois are (devant) et rand (limite). Un comparatif[Quoi ?] avec le breton, langue celtique, nous rappelle que war (sur) dans cette langue et est toujours usité avec ce sens. Arandas signifie également “laurier” en arabe.

## Histoire
Au Moyen Âge, Arandas était une seigneurie dont le plus célèbre sire fut le poète Claude Guichard, au XVIe siècle. Arandas dépendait des moines de Saint-Rambert. Il y avait un château destiné à arrêter les incursions des chartreux de Portes. Vers 1334, les gens d'Arandas et ceux de Charvieu sont en conflit avec les chartreux à propos des bois et des pâtures. Le village demeure possession de la maison de Savoie jusqu'au rattachement du Bugey à la France en 1601 par le traité de Lyon. Au XVIIIe siècle la seigneurie d’Arandas était possession de la famille Trocu de la Croze.
La commune fut séparée de Conand le 4 octobre 1865.
Les habitants d'Arandas se nomment les Carcaillons.

## Politique et administration

### Découpage territorial
La commune d'Arandas est membre de la communauté de communes de la Plaine de l'Ain, un établissement public de coopération intercommunale (EPCI) à fiscalité propre créé le 15 décembre 2002 dont le siège est à Chazey-sur-Ain. Ce dernier est par ailleurs membre d'autres groupements intercommunaux.
Sur le plan administratif, elle est rattachée à l'arrondissement de Belley, au département de l'Ain et à la région Auvergne-Rhône-Alpes. Sur le plan électoral, elle dépend du  canton d'Ambérieu-en-Bugey pour l'élection des conseillers départementaux, depuis le redécoupage cantonal de 2014 entré en vigueur en 2015, et de la cinquième circonscription de l'Ain  pour les élections législatives, depuis le dernier découpage électoral de 2010.

### Administration municipale

Mairie.

| Période                                  | Période  | Identité        | Étiquette | Qualité          |
| ---------------------------------------- | -------- | --------------- | --------- | ---------------- |
| 1971                                     | 1995     | Robert Gaillard |           |                  |
| 1995                                     | 2002     | Pierre Ronchail |           |                  |
| 2002                                     | 2008     | Gilbert Cagnin  |           |                  |
| 2008                                     | 2014     | Gérard Duclaux  |           |                  |
| 2014                                     | En cours | Lionel Manos    | DVD       | Cogérant de GAEC |
| Les données manquantes sont à compléter. |          |                 |           |                  |

## Démographie
Avant 1865, la démographie d'Arandas comprenait celle de Conand.
L'évolution du nombre d'habitants est connue à travers les recensements de la population effectués dans la commune depuis 1793. Pour les communes de moins de 10 000 habitants, une enquête de recensement portant sur toute la population est réalisée tous les cinq ans, les populations de référence des années intermédiaires étant quant à elles estimées par interpolation ou extrapolation. Pour la commune, le premier recensement exhaustif entrant dans le cadre du nouveau dispositif a été réalisé en 2007.

En 2022, la commune comptait 140 habitants, en évolution de −5,41 % par rapport à 2016 (Ain : +5,15 %, France hors Mayotte : +2,11 %).
| 1793  | 1800  | 1806  | 1821  | 1831  | 1836  | 1841  | 1846  | 1851  |
| ----- | ----- | ----- | ----- | ----- | ----- | ----- | ----- | ----- |
| 1 108 | 1 181 | 1 218 | 1 106 | 1 132 | 1 165 | 1 210 | 1 209 | 1 127 |

| 1856  | 1861  | 1866 | 1872 | 1876 | 1881 | 1886 | 1891 | 1896 |
| ----- | ----- | ---- | ---- | ---- | ---- | ---- | ---- | ---- |
| 1 144 | 1 101 | 543  | 534  | 520  | 508  | 500  | 485  | 459  |

| 1901 | 1906 | 1911 | 1921 | 1926 | 1931 | 1936 | 1946 | 1954 |
| ---- | ---- | ---- | ---- | ---- | ---- | ---- | ---- | ---- |
| 445  | 418  | 382  | 301  | 281  | 279  | 242  | 227  | 182  |

| 1962 | 1968 | 1975 | 1982 | 1990 | 1999 | 2006 | 2007 | 2012 |
| ---- | ---- | ---- | ---- | ---- | ---- | ---- | ---- | ---- |
| 169  | 143  | 140  | 145  | 128  | 135  | 155  | 158  | 160  |

| 2017 | 2022 | - | - | - | - | - | - | - |
| ---- | ---- | - | - | - | - | - | - | - |
| 144  | 140  | - | - | - | - | - | - | - |

## Économie
Une fromagerie est créée, dans le hameau d'Indrieux, en 2024, pour produire du ramequin au lait cru à partir du lait d'une centaine de vaches montbéliardes,. Désormais, la GAEC produit également, du bleu d'Indrieux, des tomes, des yaourts et de la crème.

## Lieux et monuments
La commune d'Arandas possède un jardin monastique près de l'église.
- Église Saint-Pierre d'Arandas.

## Personnalités liées à la commune
- Anthelme Ferrand (1758-1834), homme politique, membre de la Convention et du conseil des Cinq-Cents est né dans la commune.
- Claude Guichard (1545-1607), historien et poète, a été seigneur d'Arandas.